# Dallas Railway & Terminal Company
Dallas Railway & Terminal Co. (DR&T) was een transportbedrijf in Dallas, Texas. Dallas vormt met Fort Worth een Amerikaanse dubbelstad.

## Voorgeschiedenis
In Dallas begint de geschiedenis van het openbaar vervoer in 1871 met door ezels voortgetrokken wagens. Deze wijze van vervoer hield het 30 jaar vol.
Op het moment dat Dallas door de rijkdommen van handel in katoen en later olie uitgroeit tot een serieuze stad, maakt de elektrische tram in 1901 zijn intrede.
Naast het stedelijk openbaar vervoer verschenen vier bedrijven die zich richtten op interlokaal vervoer, de zogenaamde ‘Interurbans’, waar de Texas Electric Railway de beroemdste van was. Dit bedrijf, opgericht in 1917, exploiteerde drie zeer lange lijnen naar Denison, 76 mijl; Corsicana, 56 mijl en naar Waco in het zuiden. Deze lijn was 97 mijl lang.
In 1917 voegde de Dallas Railway Co. de vier aparte stedelijke bedrijven samen. Vanaf 1925 werd dit bedrijf Dallas Railway & Terminal Co. genoemd en vanaf 1955 Dallas Transit Company.
Al voor de introductie van de PCC car was het eens grote trambedrijf al zeer gecharmeerd van autobussen en trolleybussen. Toen in 1945 25 PCC’s werden aangeschaft was het trambedrijf al gereduceerd tot enkele lijnen.

## DePCCcar
De 25 wagens van dit ontwerp werden in 1945 afgeleverd en al in 1956 doorverkocht aan Boston.
Ze zijn door St. Louis Car Co. gebouwd en waren bijzonder omdat ze tweerichtingswagens waren en alleen aan de wagenkoppen dubbele deuren hadden. Daarom hadden de wagens ook twee trolleys. Hun bijnaam was 'gliding beauties' wegens het, voor de toen geldende begrippen, comfortabele interieur.
In Dallas was scheiding tussen de rassen in het openbaar vervoer de dagelijkse gang van zaken. Om de hoeveelheid kleurlingen goed apart te houden van de blanken waren er in de trams verplaatsbare bordjes met het opschrift 'colored'. Naargelang het verwachte aantal blanken of zwarten konden de secties in de trams van grootte verschillen. Zwarten moesten achter in de trams plaatsnemen.

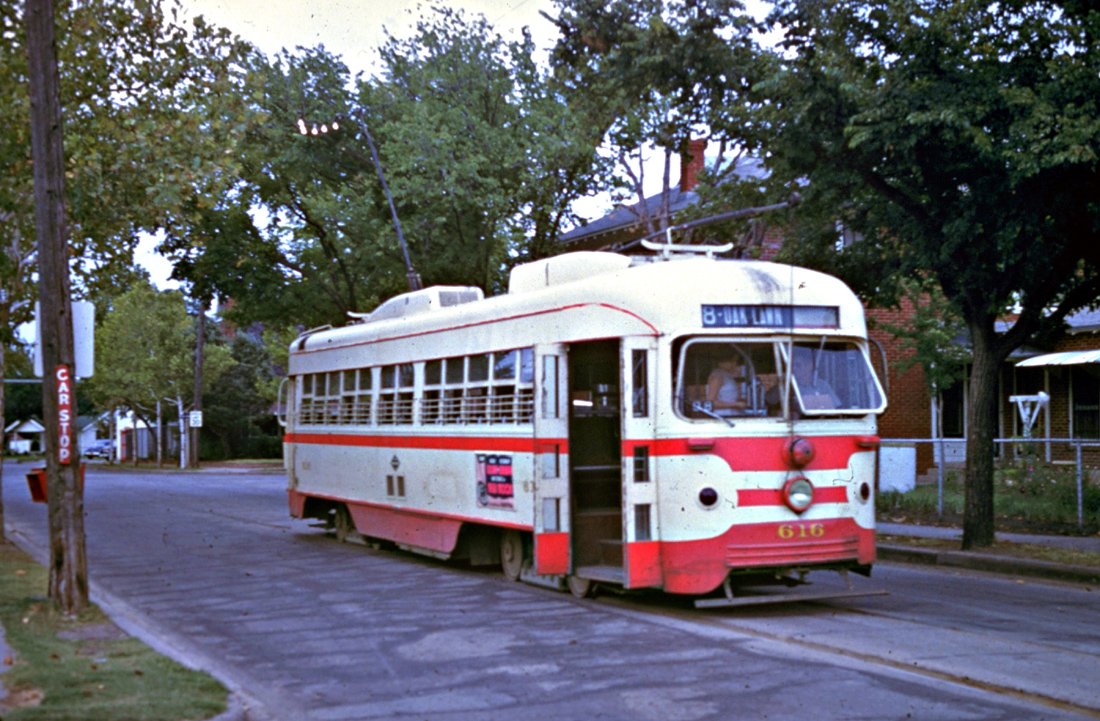
PCC – Dallas, opname 1948

## Lijnnummersystematiek
Dallas kende geen lijnnummersystematiek. Op de oude wagens werd zelden een lijnnummer getoond terwijl de lijnen administratief wel een lijnnummer hadden.
Op de PCC werden lijnnummers getoond in de volgende vorm: 7-SEVENTH of 8-Oak Lawn.

## M-Line
In 1989 werd de M-Line geopend. De exploitant is McKinney Avenue Transit Authority. Het is een voorbeeld van wat de Amerikanen een ‘heritage’ of ‘vintage trolley’ noemen. Een tramverbinding langs de belangrijkste punten van de binnenstad die gratis is en in dit geval 4,5 kilometer lang.
Voor de lijn werden bestaande rails, die nog onder het asfalt lagen, gebruikt. Er wordt uitsluitend met gerestaureerde trams gereden. Het is een vrijwilligersorganisatie.

## DART
Sinds de jaren 1990 werd in Dallas weer openbaar vervoer in de vorm van ‘light rail’ ingevoerd. De ‘Dallas Area Rapid Transit’.
Een tweetal lijnen rijdt van het zuiden via ‘Downtown’ naar het noorden van de stad. De ‘Red Line’ rijdt van Westmoreland naar de voorstad Plano en de ‘Blue Line’ van Ledbetter naar Rowlett.
Uitbreidingen, onder andere naar het international vliegveld, zijn gepland.
De lijn is het best te interpreteren als een sneltramlijn met voor Europese begrippen zwaar materieel.